# Sala Polivalentă Dinamo
Sala Polivalentă Dinamo este o arenă interioară polivalentă din București, România. Este folosit de departamentele active ale CS Dinamo București.